# Cristian Bresciani
Cristian Hernán Bresciani (Rosario, 24 marzo 1977) è un ex giocatore di calcio a 5 argentino.

## Carriera

### Club
Cresciuto nel settore giovanile del Newell's Old Boys, nel 1998 viene acquistato dal River Plate con cui sfiora la vittoria del campionato nel torneo di Apertura 2001. Nello stesso anno si trasferisce nel campionato italiano per fare un provino con il Gruppo Sportivo BNL. L'esperienza con i banchieri è tuttavia infruttuosa e il rosarino si accasa al Torino dove già giocava l'amico Hernán Garcias. La modesta competitività dei piemontesi lo spinge ad accettare dopo alcuni mesi la proposta del Genzano, con cui gioca per due stagioni.
Nel novembre 2003 viene ceduto al Nepi con cui vive le stagioni migliori: vince infatti il campionato di Serie A2, la stagione successiva una Coppa Italia mentre nel 2005-06 raggiunge la finale scudetto persa contro il quotato Arzignano Grifo. Nella stagione 2006-07 fa ritorno in A2 per giocare con l'Ariccia Colleferro, mentre in quella successiva si accasa al Napoli Vesevo dove rimarrà per tre anni, contribuendo alla promozione in Serie A dei vesuviani. Nel 2010 scende nuovamente di categoria per giocare con il Verona con cui realizza 7 reti in 21 partite; sempre in A2 gioca in seguito per Acireale e Palestrina. Dopo un lungo corteggiamento estivo non concretizzatosi a causa del mancato accordo tra la società sabina e Fulvio Colini, nella finestra di trasferimenti invernale del 2012 passa al Real Rieti in Serie A. La stagione 2013-14 è l'ultima di Bresciani nel campionato italiano:
al termine dei play-off di Serie B vinti con la Carlisport Ariccia, il giocatore fa ritorno al River Plate.

### Nazionale
Con la nazionale argentina Bresciani ha preso parte al campionato mondiale 2004, in cui la albiceleste ha raggiunto la semifinale.

## Palmarès
- Coppa Italia: 1

Nepi: 2004-2005
- Campionato di Serie A2: 2

Nepi: 2003-04
Napoli: 2008-09